# Córrego Bom Sucesso
O córrego Bonsucesso (ou córrego Bom Sucesso) é um curso de água que nasce e deságua no município brasileiro de Belo Horizonte, em Minas Gerais. É um dos principais cursos de água compõem a bacia hidrográfica do ribeirão Arrudas, localizada na região do Barreiro de Belo Horizonte, Minas Gerais.
O córrego nasce na Serra do Cachimbo, no bairro Bonsucesso e desce a serra na região do Barreiro, atravessando o parque municipal Jacques Cousteau. O curso de água percorre aproximadamente 6,8 quilômetros desde a nascente até desaguar no ribeirão Arrudas, tributário do rio das Velhas. O leito do córrego foi modificado em alguns trechos, em canais revestidos abertos ou fechados, como na passagem sob a rua Úrsula Paulino e na sua desembocadura, ao atravessar a avenida Tereza Cristina.
Segundo estudos de vazão da Universidade Federal de Viçosa e do Instituto Mineiro de Gestão das Águas, o córrego deságua no córrego Cercadinho a uma vazão média calculada de 0,184 metros cúbicos por segundo. Os mesmos estudos indicam que a vazão mínima medida na foz é de aproximadamente 0,035 metros cúbicos por segundo.

## Enchentes
A bacia do Bom Sucesso sofre com problemas de inundações em épocas de enchentes. A Prefeitura de Belo Horizonte, em conjunto com a Companhia de Saneamento de Minas Gerais, tem realizado obras na região para conter os problemas de falta de infraestrutura, como a implantação de interceptores, para que todo esgoto seja levado para tratamento. As obras tem sido realizadas com recursos liberados pelo Governo Federal.
O projeto está dividido em duas etapas. A primeira, com orçamento de R$ 20,5 milhões, prevê a canalização e a instalação de rede de esgoto na rua Marselhesa, aos fundos do Hospital Eduardo de Menezes. Numa segunda etapa, será construída uma bacia de contenção de enchentes e serão realizadas obras para instalações de canais no bairro das Indústrias. O recurso destinado para esta etapa é de R$ 39,8 milhões.